# Buck Jones (Schauspieler)

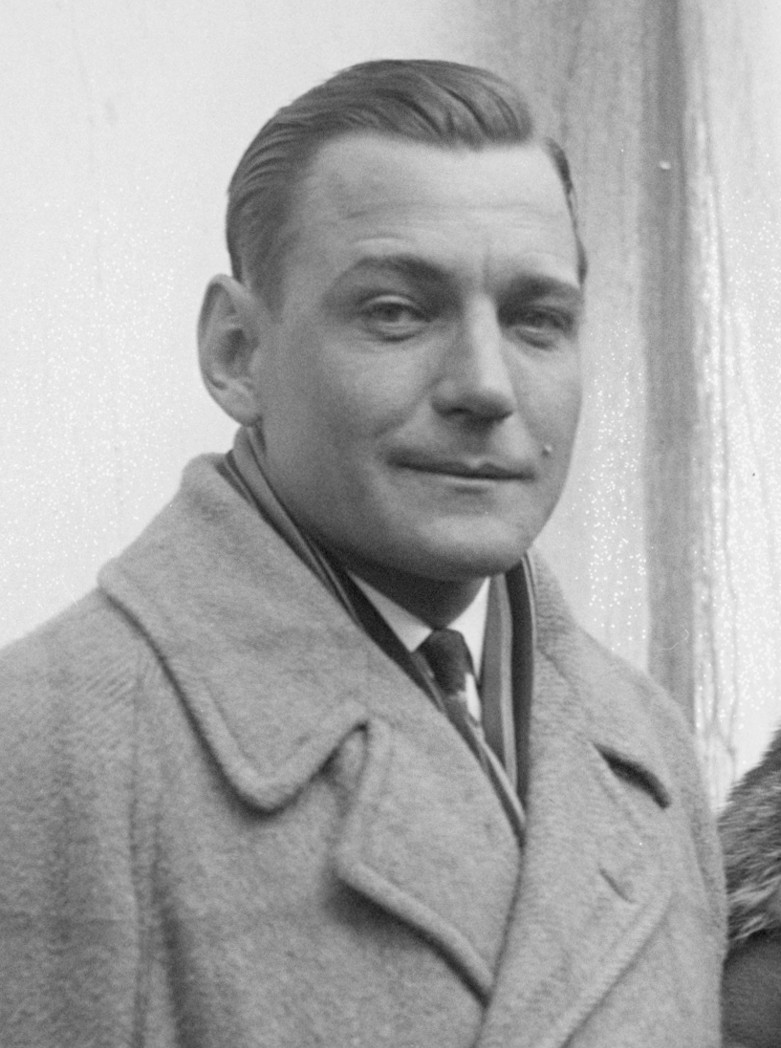
Buck Jones (1926)

Buck Jones (* 12. Dezember 1891 als Charles Frederick Gebhart in Vincennes, Indiana; † 30. November 1942 in Boston, Massachusetts) war ein US-amerikanischer Schauspieler, der besonders durch seine Darstellung in Westernfilmen bekannt war.

## Leben
Jones wurde am 12. Dezember 1891 als Charles Frederick Gebhart in Vincennes, Indiana, geboren und wuchs auf einer Rinderfarm im Oklahoma-Territorium auf. Nachdem seine Mutter eine Erklärung abgegeben hatte, die sein Geburtsjahr mit 1889 und somit das Alter auf 18 bestätigte, trat Jones 1907, im Alter von 16 Jahren, in die US-Armee ein. Jones wurde im Oktober 1907 auf die Philippinen entsandt, wo er während eines Kampfeinsatzes des Moro-Aufstands verwundet wurde. Nach seiner Rückkehr in die USA wurde er im Dezember 1909 ehrenhaft entlassen.
Nachdem Jones 1910 als Testfahrer für die Marmon Motor Car Company gearbeitet hatte, ging er zurück zur Armee, die er 1913 verließ.
Jones begann 1915 als Cowboy und Darsteller einer Westernshow auf der 101 Ranch zu arbeiten. Hier lernte er auch seine Frau Odille Osborne kennen. Nachdem Odille 1918 schwanger wurde, beschloss Jones, in die Filmindustrie zu wechseln. Er begann seine Karriere als Stuntman für William S. Hart und Nebendarsteller bei Universal Pictures. Seine erste Hauptrolle erhielt Jones 1920, als die Fox Film Corporation ihn in dem Western The Last Straw als Ersatz für Tom Mix besetzte.

## Tod
Jones war eines der 492 Opfer des Brandes im Cocoanut Grove in Boston am 28. November 1942, der als einer der tödlichsten Gebäudebrände in der amerikanischen Geschichte gilt. Während des Brandes erlitt der Schauspieler schwere Verbrennungen dritten Grades und eine Rauchvergiftung, bevor er von der Feuerwehr aus dem Gebäude gebracht wurde.
Späteren Berichten zufolge soll Jones während des Brandes mehrfach zurück ins Gebäude gelaufen sein, um Verletzte zu retten. Dies gilt heute als widerlegt. Er verstarb am 30. November 1942 im Krankenhaus.

## Familie
Jones Tochter Maxine Evelyn (1918–1990) war von März 1940 bis November 1965 mit dem Schauspieler Noah Beery junior und von 1969 bis zu ihrem Tode mit dem Illustrator Nicholas Firfires verheiratet.

## Auszeichnungen
1960 wurde Jones mit einem Stern auf dem Hollywood Walk of Fame geehrt.

## Comics
Zwischen 1936 und 1957 trat Jones in 423 Comics von Henle Publications und Dell Publishing sowie in diversen Kinderbüchern auf.

## Filmografie
- 1918: Western Blood
- 1918: The Rainbow Trail
- 1919: The Speed Maniac
- 1919: The Coming of the Law
- 1919: The Feud
- 1920: The Cyclone
- 1920: The Last Straw
- 1920: The Spirit of Good
- 1920: Just Pals
- 1920: Two Moons
- 1921: The Big Punch
- 1921: Bar Nothing
- 1921: Get Your Man
- 1922: Trooper O'Neill
- 1922: West of Chicago
- 1922: Bells of San Juan
- 1922: The Boss of Camp 4
- 1922: Roughshod
- 1923: Eine verhängnisvolle Nacht (Big Dan)
- 1923: Der Sturmvogel (Skid Proof)
- 1923: Second Hand Love
- 1923: Die Frau des Anderen (Cupid’s Fireman)
- 1923: Die Tochter des Nordens (Snowdrift)
- 1924: Not a Drum Was Heard
- 1924: The Vagabond Trail
- 1924: The Circus Cowboy
- 1924: Against All Odds
- 1924: Der Meisterboxer (Winner Take All)
- 1925: Der Mann aus dem Steckbrief (Durand of the Bad Lands)
- 1925: Mit Lasso und Peitsche (The Desert’s Price)
- 1925: Dick Turpin
- 1925: Lazybones
- 1925: The Arizona Romeo
- 1925: The Timber Wolf
- 1926: The Fighting Buckaroo
- 1926: The Gentle Cyclone
- 1926: A Man Four-Square
- 1926: The Cowboy and the Countess
- 1927: Der unfreiwillige Sheriff (Hills of Peril)
- 1927: Der Blitzreiter (Chain Lightning)
- 1927: Whispering Smith
- 1928: The Big Hop
- 1930: The Lone Rider
- 1930: Shadow Ranch
- 1930: Men Without Law
- 1930: The Dawn Trail
- 1931: The Texas Ranger
- 1931: Branded
- 1931: Desert Vengeance
- 1931: The Fighting Sheriff
- 1931: Die Rancher-Fehde (The Range Fued)
- 1932: Ridin' For Justice
- 1932: South of the Rio Grande
- 1932: Autobanditen (High Speed)
- 1932: One Man Law
- 1932: White Eagle
- 1932: Hello Trouble
- 1932: McKenna of the Mounted
- 1932: Forbidden Trail
- 1933: The California Trail
- 1933: Unknown Valley
- 1934: The Man Trailer
- 1934: Der Todesreiter (The Red Rider), Serial
- 1935: Stone of Silver Creek
- 1935: Border Brigands
- 1936: Empty Saddles
- 1936: The Boss Rider of Gun Creek
- 1937: Hollywood Round-Up
- 1937: Headin' East
- 1937: Sandflow
- 1937: Boss of Lonely Valley
- 1937: Smoke Tree Range
- 1938: California Frontier
- 1939: Unmarried
- 1941: Forbidden Trails
- 1941: White Eagle, Serial
- 1941: Riders of Death Valley, Serial
- 1942: Below the Border
- 1942: Dawn on the Great Divide